# 本纳
本纳（義大利語：Benna），是意大利比耶拉省的一个市镇。总面积9平方公里，人口1171人，人口密度130.1人/平方公里（2009年）。ISTAT代码为096003。